# 長沙師範学院
長沙師範学院（英語: Changsha Normal University）は、湖南省長沙市長沙県に本部を置く中国の公立大学。1912年創立、2005年大学設置。
2019年6月時点では、学校の面積は1100余畝、生徒数約16000余人、教職員796人。

## 略歴
- 1912年（民国一年）、長沙師範学院の起源となる長沙県立師範学校を徐特立が設立。
- 1917年、長沙女子師範学校設立。1926年、長沙女子師範学校を吸収合併する。
- 1928年、「長沙県立中学」と改称。
- 1943年、名称を長沙県立師範学校に変更。
- 1946年、湖南省女子師範学校設立。
- 1950年、長沙女子師範学校·長沙師範学校·湖南省女子師範学校が合併し「湖南省女子師範学校」設
- 1952年、「湖南省長沙女子師範学校」と改称。
- 1959年、「湖南省幼児師範学校」と改称。
- 1974年、「長沙師範学校」と改称。
- 2002年、名称を長沙学前教育職業学院に変更。
- 2004年、「湖南児童工程職業学院」と改称。
- 2005年、「長沙師範学校」と改称。
- 2013年4月、「長沙師範学院」と改称。

## 基礎データ
- 所在地
  - 湖南省長沙市長沙県

- 校訓
  - 「致高致遠、自立自強」

## 組織
「学院」も「系」も日本の大学の学部にほぼ相当する。「学部」は「学院」と「系」の上の編成で、実体はなく、日本の「学部」とは位置付けが異なっている。妙訳がないのでそのまま記す。
- 教育学系
- 文学系
- 工学系
- 土木建築学系
- 製造学系
- 電子信息学系
- 軽紡食品学系
- 財経学系
- 旅遊学系
- 文化教育学系
- 芸術設計傳媒学系

## 附属機関
- 附属図書館
  - 長沙師範学院図書館 - 蔵書数は全館合計で約59.7万冊

## 大学の人物一覧

### 教授
- 学長：李学全
- 党委書記：胡建

### 元教職員
- 徐特立（教育家）
- 楊昌濟（教育家）
- 朱劍凡（教育家）
- 周谷城（歴史研究学者）
- 柳直荀（革命家）

### 卒業生
- 田漢（劇作家、詩人。中華人民共和国の国歌「義勇軍進行曲」の作詞者として知られる。）[2]
- 許光達（中国人民解放軍の装甲兵大将。）[2]
- 王耀南（中国人民解放軍の少将。）[2]
- 廖沫沙（作家）[2]
- 劉英（政治家。女性。）[2]
- 謝冰瑩（作家。女性。）[2]
- 羅学瓚（革命家）[2]
- 譚維四（考古学家）[2]
- 黄源澧（音楽家）[2]
- 黄源洛（劇作家）[2]
- 武亭（朝鮮政治家）[2]
- 陳子展（古典文学研究家）[2]
- 張懐（教育家）[2]
- 周竹安（外交家）[2]